# Absolutus
Absolutus ist eine Black-Metal-Band aus Lüttich, Belgien, die 2003 gegründet wurde.

## Bandgeschichte
Sie veröffentlichte 2005 ihr Debütalbum Ostendit Quam Nihil Sumus und 2008 Nihil Mali Non Inest auf 7″.
Das zweite Album Pugnare In Iis Quae Obtinere Non Possis (2015) war eine Gemeinschaftsproduktion verschiedener Musiklabels, darunter Heidens Hart und Wolfmond Production. 2020 wurde es von Vomit Records zudem noch einmal neu veröffentlicht.

## Stil
Absolutus spielen Avantgarde Black Metal mit Einflüssen aus dem Noise und dem Ambient. Dabei können die Songs sowohl schleppend als auch schnell mit Blastbeats sein. Textlich handeln die Songs von Nihilismus, metaphysischen Reisen, und unheimlichen Erlebnissen. Textlich beeinflusst wurden die Texte von Friedrich Nietzsche und Emil Cioran. Vergleichbare Bands sind Deathspell Omega, Abigor und Blut aus Nord.
Zum zweiten Album schrieb Dave Campbell von Metal Temple über den Stil, dass Absolutus einerseits sehr traditionellen Black Metal spiele, ihn andererseits aber um Ambient anreichere.

## Diskografie

### Alben
- 2005: Ostendit Quam Nihil Sumus (GoatowaRex)
- 2015: Pugnare In Iis Quae Obtinere Non Possis (Abstruse Eerie Radiance, Vacula Productions, Heidens Hart, Wolfmond Production)

### EPs
- 2008: Nihil Mali Non Inest (7″, Melas Khole Productions)
- 2019: Numenon (digitale EP, Bandcamp)
- 2020: Trāyastriṃśa  (7″, Eigenproduktion)
- 2020: Our Hearts Dissolve (MCD, Abstruse Eerie Radiance)

### Boxset
- 2020: 3 tapes boxset (Transcendance)